# Hyphaenia convexicollis
Hyphaenia convexicollis is een keversoort uit de familie bladkevers (Chrysomelidae). De wetenschappelijke naam van de soort werd in 1997 gepubliceerd door Medvedev & Sprecher-Uebersax.